# Pyrunculus
Pyrunculus is een geslacht van weekdieren uit de klasse van de Gastropoda (slakken).

## Soorten
- Pyrunculus caelatus (Bush, 1885)
- Pyrunculus curtulus (Dall, 1927)
- Pyrunculus cylindricus Lin & Wu, 1994
- Pyrunculus decussatus (A. Adams, 1850)
- Pyrunculus floridensis (Dall, 1927)
- Pyrunculus fourierii (Audouin, 1826)
- Pyrunculus hoernesi (Weinkauff, 1866)
- Pyrunculus improcerus (Marwick, 1931) †
- Pyrunculus longiformis Lin & Qi, 1986
- Pyrunculus medius (Dall, 1927)
- Pyrunculus obesiusculus (Brugnone, 1877)
- Pyrunculus ovatus (Jeffreys, 1871)
- Pyrunculus phialus (A. Adams, 1862)
- Pyrunculus pyriformis (A. Adams, 1850)
- Pyrunculus rushi (Dall, 1927)
- Pyrunculus simillimus (Watson, 1883)
- Pyrunculus spretus (Watson, 1897)
- Pyrunculus tokyoensis Habe, 1950